# 乾慶一郎
乾慶一郎（いぬい けいいちろう）は、日本の財務官僚。財務省主税局参事官室国際租税企画室長。

## 来歴
東京大学法学部を卒業し、2006年 財務省に入省（理財局財政投融資総括課）。
2007年5月 理財局国有財産調整課。2009年1月 急遽国際局総務課国際調整室に配置された。世界金融危機後の欧州各国との政策調整などを担当した。
同年6月からLSE、HECへ留学。HECで経営学修士（MBA）を修得。
2011年7月 国際局国際機構課企画係長。2012年7月 国際局国際機構課長補佐。2013年7月から国際通貨基金（IMF）アフリカ局エコノミストとなり、金融セクターの調査などを担当した。
2016年7月 主税局総務課長補佐。『2017年度租税収入予算』で消費税の増額の割合を102%として査定した。
2021年7月26日 主税局参事官補佐兼主税局参事官室国際租税企画室長。

## 略歴
- 2006年4月：財務省に入省（理財局財政投融資総括課）[2]。
- 2007年5月：理財局国有財産調整課。
- 2008年：金沢国税局調査査察部。
- 2009年1月：国際局総務課国際調整室。
- 2009年6月：LSEへ留学。
- 2010年6月：HECへ留学。
- 2011年7月：国際局国際機構課企画係長[3]。
- 2012年7月：国際局国際機構課長補佐。
- 2013年7月：国際通貨基金（IMF）アフリカ局エコノミスト[1]。
- 2016年7月：主税局総務課長補佐。
- 2017年7月：主税局税制第一課長補佐。
- 2021年7月26日：主税局参事官補佐 兼 主税局参事官室国際租税企画室長。